# 비안 손씨
비안 손씨(比安孫氏)는 경상북도 의성군 비안면을 본관으로 하는 한국의 성씨이다. 시조는 손을구(孫乙口)라는 인물로 고려에서 외적을 토벌하는 데 공을 세워 이름을 알리며 절제사(節制使)를 지냈다고 한다. 이후에 그의 후손 손안무(孫安懋)는 조선에서 도총관(都摠管)을 지내고 비안의 도락촌(道樂村)으로 낙향해 살아갔다.

## 참고 자료
- “비안손씨(比安孫氏)”. 뿌리를 찾아서.[깨진 링크(과거 내용 찾기)]